# Kent (марка сигарет)
Кент — марка сигарет.

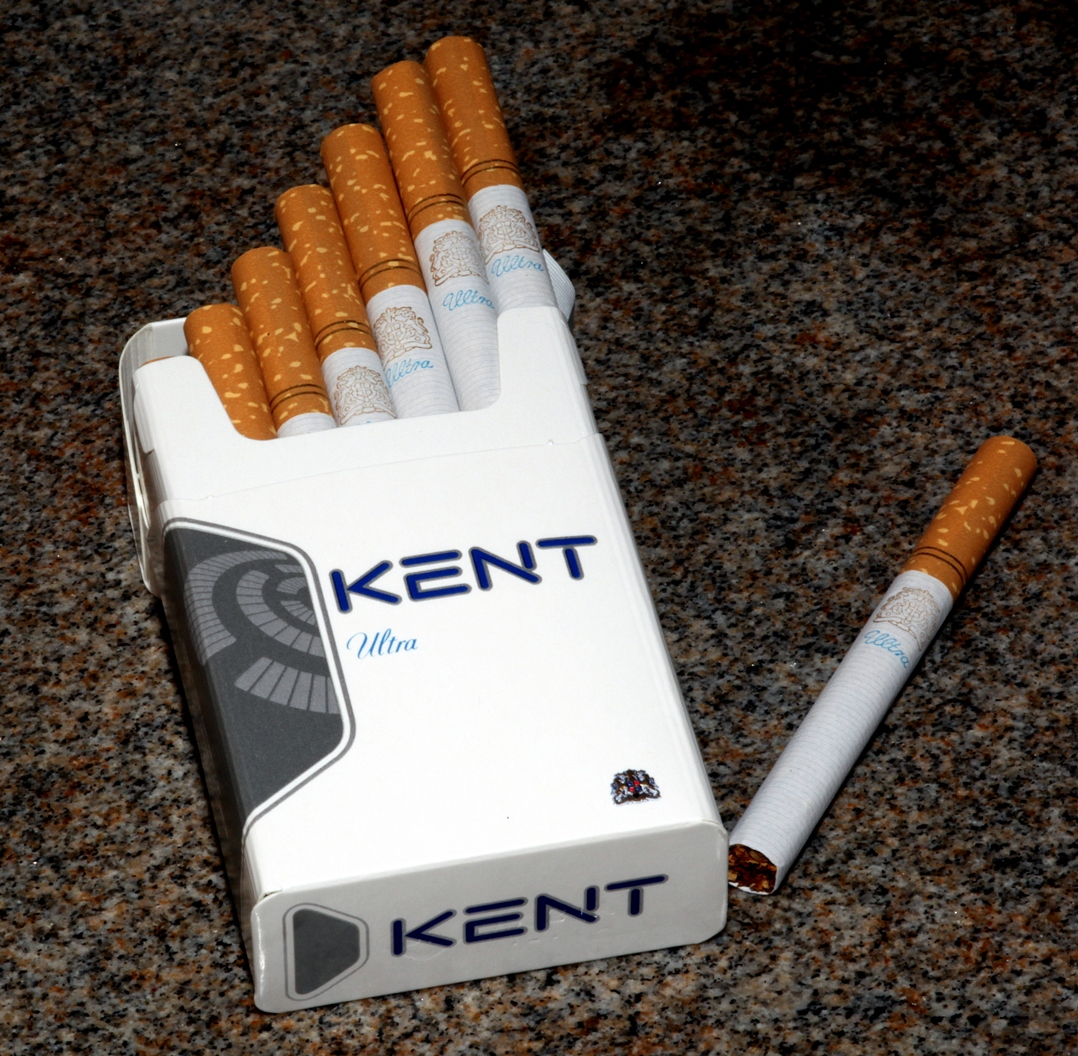
Ultra

Марка Kent была запущена в производство в марте 1952 года американской компанией Lorillard. Это были длинные (70 мм) и дорогие сигареты в традиционной для Америки 1950-х мягкой пачке. Марка была названа в честь тогдашнего руководителя компании — Герберта Кента.
Реализация сигарет осуществлялась преимущественно в США. В некоторых странах их использовали в качестве валюты — за пачки сигарет можно было приобрести определённые товары и даже услуги. Стоили они тогда довольно дорого и были по карману лишь людям с хорошим достатком. 
Именно сигареты Kent стали первыми, у которых появился фильтр. В 70-е годы 20 века бренд был приобретен British American Tobacco, что позволило вывести KENT на мировые рынки.
В период с марта 1952 по май 1956 фильтры сигарет «Кент» состояли из разновидности асбеста, сейчас используются угольные фильтры с ментоловой капсулой или без неё.
Однако Kent продолжал оставаться в десятке лучших сигаретных брендов до 1979 г. Продолжая продажи и производство на внутреннем рынке, Lorillard продал права на Kent и все остальные свои бренды за границу в 1977 г., и сегодня Kent, произведенные за пределами США, являются собственностью British American Tobacco. В конце концов, он стал одним из самых популярных брендов компании, наряду с Dunhill, Lucky Strike, Pall Mall и Rothmans.
15 июня 2014 года Reynolds American предложила купить табачную компанию Lorillard за 27,4 миллиарда долларов, и с 12 июня 2015 года бренд Kent стал собственностью R.J. Reynolds Tobacco Company.

## Сорта сигарет «Кент»

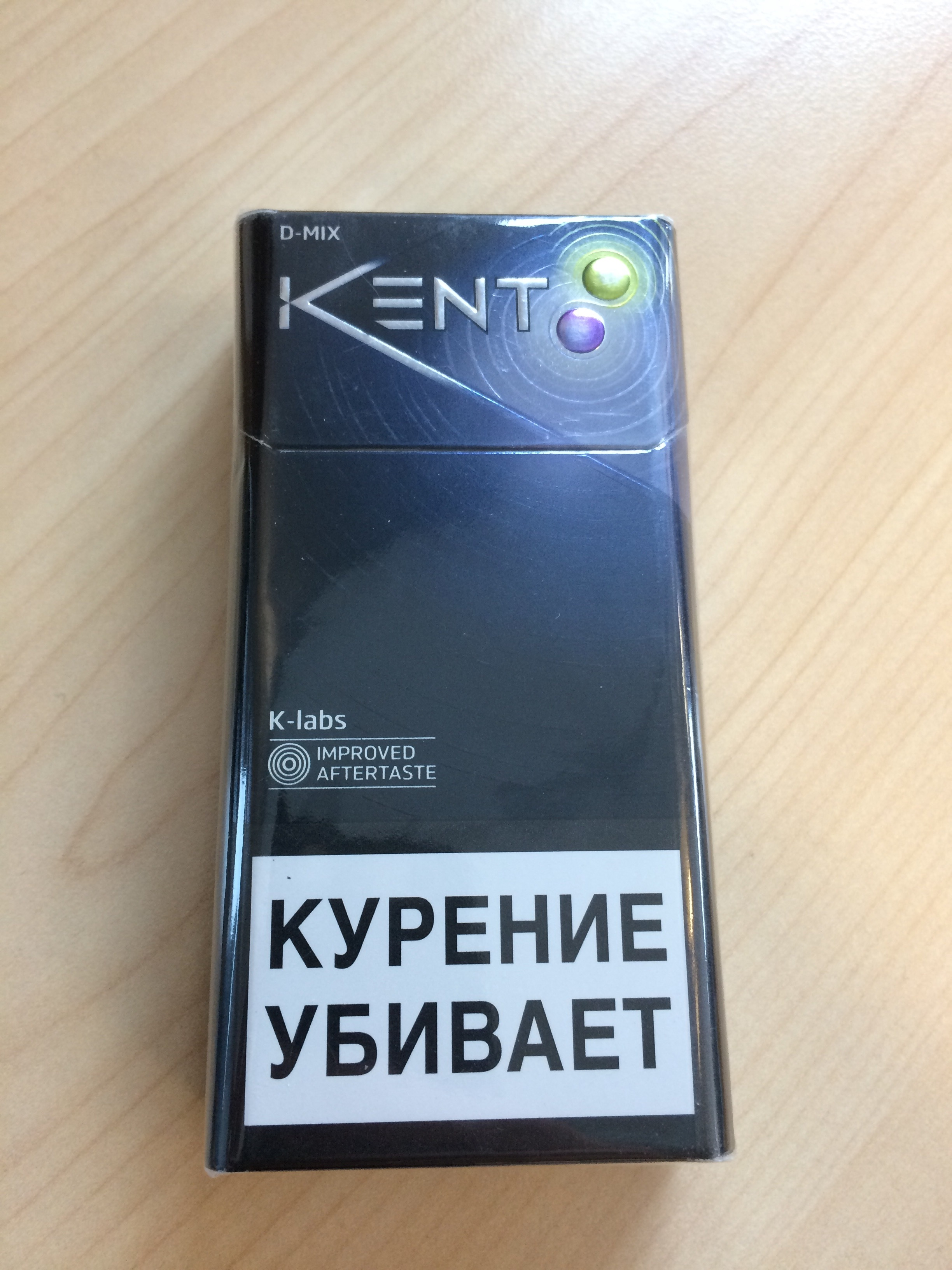
Kent D-Series

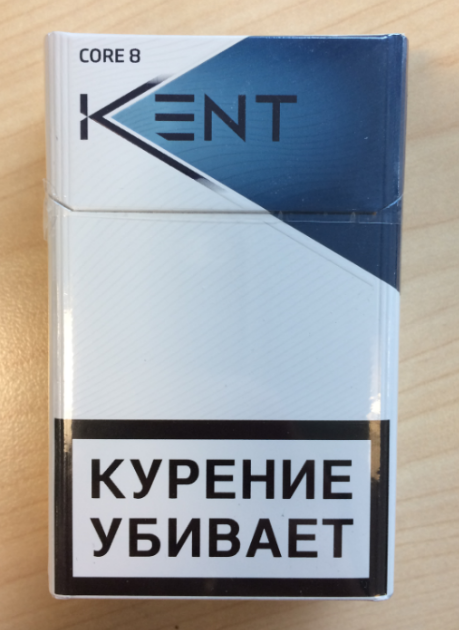
Kent HD

В России продаются сигареты «Кент» девяти сортов:
| Название сорта                    | Упаковка                                  | Содержание смолы, мг/сигарета | Содержание никотина, мг/сигарета |
| --------------------------------- | ----------------------------------------- | ----------------------------- | -------------------------------- |
| Kent HD Futura 8                  | Стандартного размера, бело-синяя          | 8                             | 0.7                              |
| Kent HD Neo 4                     | Стандартного размера, бело-серебристая    | 4                             | 0.4                              |
| Kent HD Infina 1                  | Стандартного размера, бело-серая          | 1                             | 0.1                              |
| Kent Nanotek Silver 4             | Тонкая, чёрная с темно-серой полосой      | 4                             | 0.4                              |
| Kent Nanotek White 1              | Тонкая, чёрная с белой полосой            | 1                             | 0.1                              |
| Kent iSwitch (ранее Convertibles) | Стандартного размера, зеркально-бирюзовая | 4                             | 0.3                              |
| Kent Nano Mix                     | Тонкая, чёрная с капсулой                 | 5                             | 0,5                              |
| Kent D-Series                     | Удлиненные черные                         | 6                             | 0,6                              |
| Kent D-Mix Plus                   | Удлиненные черные с двумя капсулами       | 5                             | 0,4                              |

Ранее также выпускались сигареты «Кент» с ментолом трёх сортов, соответствующих по содержанию смолы и никотина первым трём сортам, указанным в таблице.
В 2006 году был проведен ребрендинг: был разработан новый дизайн пачек.
В 2010 году был запущен новый для российского рынка продукт — Kent Convertibles. Фильтр сигарет этой марки наполовину состоит из угольной части и наполовину — из ацетатной, внутри которой находится желатиновая капсула с освежающим вкусом. Нажатие при курении на значок на фильтре активирует капсулу, которая меняет вкус сигарет на освежающе-мятный, похож на ментоловый.
В 2013 году запущена ещё одна версия с активирующей вкус капсулой — Kent iMix
Под маркой Kent выпускаются неостики[что?] для системы нагревания табака glo.